# Hannah i les seves germanes
Hannah i les seves germanes (títol original en anglès Hannah and Her Sisters) és una pel·lícula estatunidenca escrita i dirigida per Woody Allen, estrenada el 1986 i doblada al català.

## Argument
Elliott i Hannah formen aparentment una parella sense problemes i viuen feliços i són pares de dos nens. Però Elliott està secretament enamorat de la germana d'Hannah, Lee, que, per la seva banda, viu una relació feixuga amb Frederick, un home més gran que ella, artístic pintor i misantrop. La tribu es completa amb la tercera germana, Holly, que és una mica la «falla» de la família, per raó del seu « papalloneig » amorós i professional. L'antic marit d'Hannah, Mickey, productor de televisió hipocondríac completa el quadre. Les passions salvaran les barreres per, tanmateix, tornar a un cert ordre final...

## Repartiment
- Michael Caine: Elliott
- Mia Farrow: Hannah
- Woody Allen: Mickey
- Barbara Hershey: Lee
- Max von Sydow: Frederick
- Dianne Wiest: Holly
- Carrie Fisher: April
- Maureen O'Sullivan: Norma, la mare d'Hannah
- Lloyd Nolan: Evan, el pare d'Hannah
- John Turturro: Guionista (al principi)

## Premis i nominacions

### Premis
1986
- Oscar al millor actor secundari: Michael Caine
- Oscar a la millor actriu secundària per Dianne Wiest
- Oscar al millor guió original per Woody Allen
- BAFTA a la millor direcció per Woody Allen
- BAFTA al millor guió original per Woody Allen
- Globus d'Or a la millor pel·lícula musical o còmica

### Nominacions
- Oscar a la millor direcció artística per Stuart Wurtzel i Carol Joffe
- Oscar al millor director per Woody Allen
- Oscar al millor muntatge per Susan E. Morse
- Oscar a la millor fotografia per Robert Greenhut
- BAFTA al millor actor per Woody Allen
- BAFTA al millor actor per Michael Caine
- BAFTA a la millor actriu per Mia Farrow
- BAFTA a la millor actriu secundària per Barbara Hershey
- BAFTA al millor muntatge per Susan E. Morse
- BAFTA a la millor pel·lícula
- Premi César a la millor pel·lícula estrangera
- Globus d'Or al millor director per Woody Allen
- Globus d'Or al millor actor secundari per Michael Caine
- Globus d'Or a la millor actriu secundària per Dianne Wiest
- Globus d'Or al millor guió per Woody Allen